# Super Rail Band
Le Super Rail Band est un orchestre malien, originaire de Bamako. Formé en 1970, il mélange les rythmes modernes comme la rumba au rythme traditionnel mandingue.

## Histoire
En 1970, Tidiani Koné, saxophoniste et chef d'orchestre créé le Rail Band, l'orchestre du buffet de la gare de Bamako. Cet orchestre jouait deux fois par semaine. Le chanteur Salif Keïta rejoint rapidement le groupe suivi rapidement par Mory Kanté, qui y joue d’abord du Balafon avant de prendre la place de Salif Keïta comme chanteur principal. Le guitariste Djelimady Tounkara rejoint le groupe en 1971. Rétrospectivement, le groupe est comparé à Bembeya Jazz National (Guinée) et Orchestra Baobab (Sénégal). Toujours en 1970, l’orchestre édite son premier album, intitulé Sunjata En 1975, l’orchestre part en tournée au Nigeria et sort plusieurs albums l’année suivante. Dans les années 1980, le Rail Band organise une tournée en Afrique de l'Ouest.
En 1985, le groupe, rebaptisé Super Rail Band, sort un nouvel album New Dimensions in Rail Culture. En 1994, l’orchestre sort un album intitulé Djougouya Magni. En 1996, un nouvel album, Mansa sort et connaît une renommée internationale. Les chanteurs Damory Kouyaté et Samba Sissoko y participent. Leur dernier album, Kongo Sigui sort en août 2003.
Même si Tidiani Koné, Salif Keïta et Mory Kanté ont quitté[Quand ?] rapidement l'orchestre pour faire des carrières solo, le Super Rail Band reste un groupe tournant autour de Djelimady Tounkara.

## Membres

### Membres actuels (2009)
- Djelimady Tounkara - direction, guitare
- Fotigui Keita - basse
- Maguett Diop - batterie
- Samba Sissoko - chant

## Discographie
- 1970 : Sunjata (Bärenreiter-Musicaphon)
- 1976 : Melodias Rail Band du Mali (Kouma)
- 1976 : Concert Rail Band du Mali (Kouma)
- 1976 : Melodias Rail Band du Mali (Kouma)
- 1985 : New Dimensions in Rail Culture (Globestyle)
- 1994 : Super Rail Band de Bamako/ Djougouya Magni (Indigo)
- 1996 : Mansa (Indigo)
- 2003 : Kongo Sigui (Indigo)